# Strelna-Terrassen-Quadrille
Die Strelna-Terrassen-Quadrille ist eine Quadrille von Johann Strauss (Sohn) (op. 185). Sie wurde am 13. Oktober 1856 (möglicherweise schon etwas früher) in Pawlowsk in Russland erstmals aufgeführt.

## Einzelnachweis
1. ↑  Quelle: Englische Version des Booklets (Seite 67) in der 52 CDs umfassenden Gesamtausgabe der Orchesterwerke von Johann Strauß (Sohn), Hrsg. Naxos (Label). Das Werk ist als fünfter Titel auf der 24. CD zu hören.